# Hugo Schmölz
Hugo Schmölz (* 21. Januar 1879 in Sonthofen; † 27. April 1938 in Köln) war ein deutscher Fotograf.

## Leben

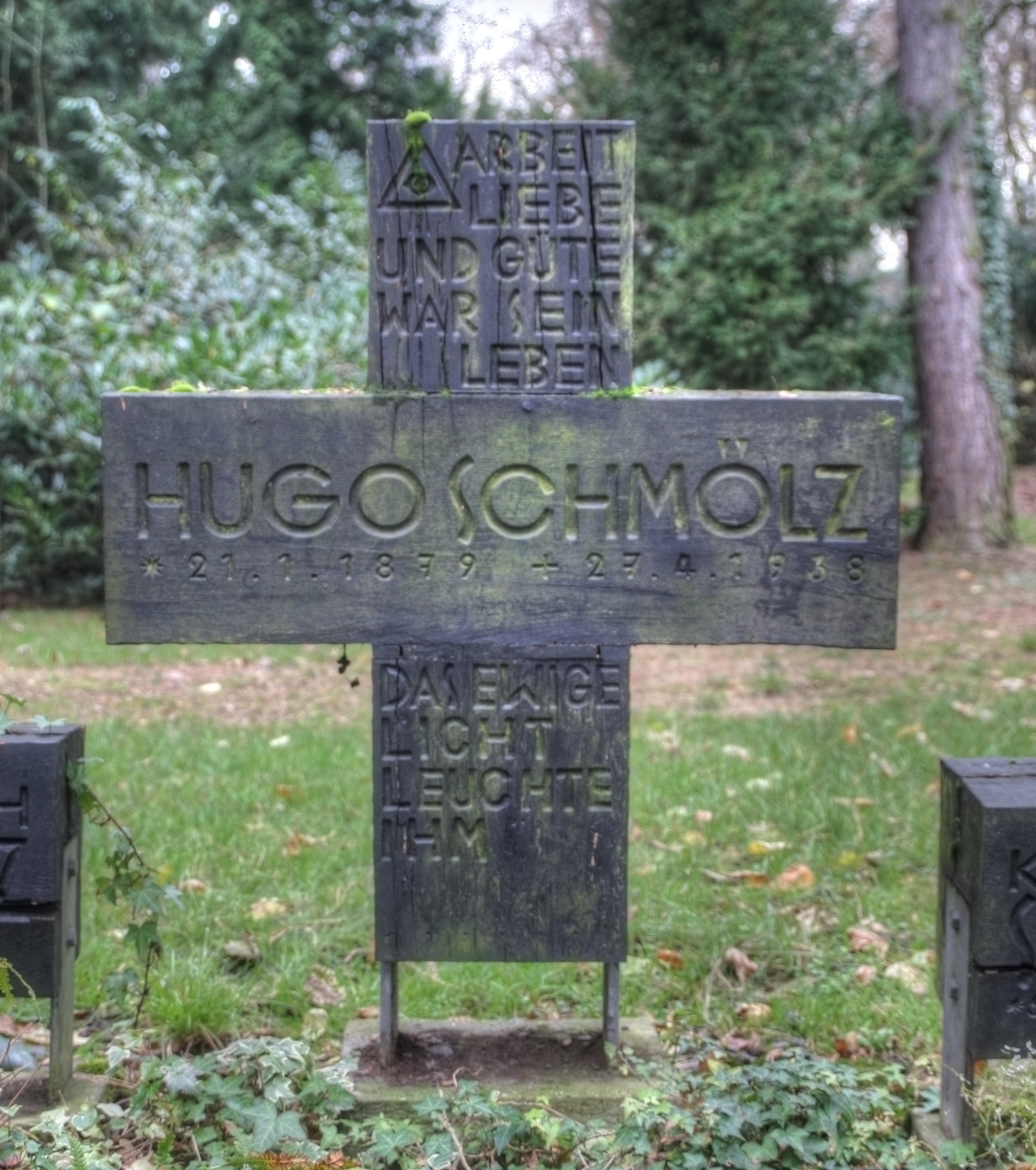
Grab von Hugo Schmölz auf dem Kölner Nordfriedhof. Entwurf des Grabdenkmals (aus Holz) von Dominikus Böhm.

Nach einer Fotografenlehre in Kempten und diversen Zwischenstationen (u. a. Zürich, München, Berlin, Mannheim) eröffnete er 1911 ein Porträtstudio (mit Eugen Bayer) in Köln-Nippes. Er konzentrierte sich auf die Architekturfotografie, insbesondere für die Gemeinnützige Aktiengesellschaft für Wohnungsbau in Köln.
1903 heiratete er Juliane Rödle. Aus der Ehe gingen zwei Töchter und ein Sohn (Karl Hugo Schmölz) hervor.
Hugo Schmölz wurde auf dem Kölner Nordfriedhof (Flur 10 Grab-Nr. 119a/b) beerdigt.

## Werk

Fotograf Hugo Schmölz, Umspannwerk-Oberscheld, 1929

Hugo Schmölz war bekannt dafür, dass er auch äußerst schwierig zu realisierende architektonische Aufnahmen erstellen konnte.

„[…] das Innere eines Kraftwerks am Bodensee war aufzunehmen, und zwar die Turbinenhalle samt Maschinen vor einer gläsernen Wand - eine Gegenlichtsituation, die bis heute von Architekturfotografen gefürchtet wird. Hugo Schmölz löste das Problem dadurch, dass er die Glasfront völlig mit schwarzem Papier abdeckte, mit dem restlichen Tageslicht im Raum mehrere Stunden lang belichtete, und zuletzt für eine ganz kurze Belichtungszeit das Papier entfernte. Die Aufnahme … auf dem Negativformat 30 x 40 cm – muss einigen Erfolg gehabt haben, […]“

Auftraggeber waren u. a. folgende Architekten: Dominikus Böhm, Hans Heinz Lüttgen, Joseph Op gen Oorth, Edmund Bolten, Martin Kießling, Jacob Koerfer, die Architektengemeinschaft Karl Wach & Heinrich Rosskotten, Dickerhoff, (Markthalle Bonntor), Fritz August Breuhaus de Groot, Hermann von Berg, Bruno Paul (Kaufhaus Sinn, Gelsenkirchen, Kaufhaus Sinn, Essen, Aula Universität Bonn sowie Haus Plange, Haus Sternberg und Haus Jahn, Soest) und Wilhelm Riphahn.
Er fotografierte im Auftrag der GAG Immobilien viele ihrer neu gebauten Siedlungen im Raum Köln.
Weiterhin entstanden Werbeaufnahmen u. a. für folgende Firmen: Worringer, Bauer und Schaurte, Gerling, Soennecken, Stüssgen, Norton, Glaswerke, Vorwerk & Sohn.

## Ausstellungen
- 2014: Beyond Architecture (1950-2014) – Karl Hugo Schmölz, Irmel Kamp u. a. Die Möglichkeiten künstlerischer Betrachtung von Architektur innerhalb exemplarisch fotografischer Positionen., Neuer Aachener Kunstverein in Kooperation mit der RWTH Aachen und der FH Aachen[2].
- 2010: Lich, Luff un Bäumcher (Licht, Luft und Bäumchen). Werke von Werner Mantz und Hugo Schmölz, Neues Kunstforum Köln.
- 2007: Fotowerkstätte Hugo Schmölz., Sabine Schmidt Galerie, Köln[3].
- 2005: Fotowerkstätte Hugo Schmölz. Architekturfotografie der 30er – 50er Jahre., Sabine Schmidt Galerie, Köln[4].
- 2003/2004: Hugo und Karl Hugo Schmölz. Vintage Prints der 30er – 50er Jahre., Sabine Schmidt Galerie, Köln[5].

## Publikationen
- Karl Hugo Schmölz und Rolf Sachsse: Fotografierte Architektur 1924-1937. Verlag Mahnert-Lueg, München 1972, ISBN 3-922170-35-8.
- Reinhold Mißelbeck (Hrsg.): Köln lebt. Fotografien von Hugo und Karl Hugo Schmölz. J. P. Bachem Verlag, Köln 1995, ISBN 3-7616-1157-9 (Katalog der gleichnamigen Ausstellung im Museum für Photographie (Braunschweig), 26. März bis 12. Juni 1995).
- (Hrsg.): Köln lebt. Fotografien von Hugo und Karl Hugo Schmölz. J. P. Bachem Verlag, Köln 1995, ISBN 3-7616-1157-9 (Katalog der gleichnamigen Ausstellung im Museum für Photographie (Braunschweig), 26. März bis 12. Juni 1995).
- Vorwerk & Sohn (Hrsg.): 100 Jahre Vorwerk & Sohn. Ein Ausschnitt aus der Geschichte der Barmer Grossindustrie. 1827–1927. Hrsg. zum 100 jährigen Jubiläum. Barmen, 1927. (Aufnahmen der Gebäude und Landschaften von Hugo Schmölz, Köln.)